# The Departed - Il bene e il male
The Departed - Il bene e il male (The Departed) è un film del 2006 diretto da Martin Scorsese.
La pellicola, con Leonardo DiCaprio, Matt Damon, Jack Nicholson, Mark Wahlberg, Martin Sheen, Ray Winstone, Vera Farmiga e Alec Baldwin, è un remake del film di Andrew Lau e Alan Mak, Infernal Affairs.
Ambientato a Boston, il film parla dell'infiltrazione di una talpa all'interno della Polizia di Stato del Massachusetts da parte di un boss irlandese sotto inchiesta. Il personaggio interpretato da Matt Damon è liberamente basato sull'agente corrotto dell'FBI John Connolly, mentre il personaggio interpretato da Jack Nicholson, chiamato come l'omonimo mafioso italo-americano, è ispirato alla figura di James Bulger, un boss della mala irlandese di Boston inserito nella lista dei 10 criminali considerati più pericolosi dall'FBI.
Il film ha avuto un ottimo successo di pubblico e di critica, vincendo numerosi premi, tra cui quattro premi Oscar, in particolare quello per il miglior film e quello per il miglior regista, assegnato a Martin Scorsese. Presentato fra gli eventi speciali durante la prima edizione di Cinema. Festa Internazionale di Roma 2006, è uscito nelle sale italiane il 27 ottobre 2006.

## Trama
Frank Costello, temuto boss della malavita irlandese di Boston, prende sotto la propria ala un ragazzino di nome Colin Sullivan. Vent'anni dopo, Sullivan diventa detective dell'Unità Investigativa Speciale e inizia a passare informazioni a Costello, permettendogli di prosperare nelle sue attività. Parallelamente, Billy Costigan, un ragazzo proveniente da una nota famiglia criminale, vorrebbe anch'egli entrare in polizia. Il suo passato e la sua spiccata conoscenza dell'ambiente malavitoso attirano l'attenzione del capitano Queenan e del sergente maggiore Dignam, responsabili della sezione infiltrati dell'Unità Investigativa Speciale, che decidono di reclutarlo e di affidargli una missione molto delicata: infiltrarsi nella banda di Costello per incastrare il boss.
Costigan, dopo essersi fatto arrestare di proposito e approfittando della reputazione della sua famiglia, riesce ad avvicinare Costello, che, non senza qualche dubbio iniziale, lo inserisce nella banda. Sullivan, nel frattempo, continua a passare informazioni a Costello, traendo lui stesso vantaggio dai facili arresti che l'amicizia con il boss gli consente, e inizia una relazione con Madolyn Madden, una psichiatra della polizia. Per una coincidenza, Madolyn è anche la consulente assegnata a Billy Costigan, che per mantenere la propria copertura deve fingersi in libertà vigilata e sottoporsi a sedute periodiche. Sebbene chiaramente provato dalla situazione, Billy partecipa a diverse operazioni con il braccio destro di Costello, Mr. French, e riporta ogni informazione a Queenan e Dignam, rischiando più volte di farsi scoprire.
Le vite dei due infiltrati si sfiorano per la prima volta quando entrambi si trovano coinvolti in una transazione fra Costello e alcuni agenti cinesi, a cui il boss deve vendere una partita di microchip rubati. L'Unità Investigativa Speciale, informata grazie a Costigan, mette in piedi un'operazione per inchiodare Costello, ma il tutto si risolve con un niente di fatto poiché Sullivan avverte il boss. Costigan, a questo punto, capisce che c'è una talpa nella polizia e anche Costello e Sullivan si rendono conto della presenza di un infiltrato nella banda.
Sullivan viene incaricato di scovare la talpa nell'Unità Investigativa Speciale e, contemporaneamente, riceve l'ordine da Costello di scoprire l'identità dell'infiltrato nella banda. Costello incontra Sullivan per consegnargli alcune informazioni sui membri; Billy segue il boss per cercare di scoprire la talpa, ma Sullivan si accorge di essere pedinato e riesce a seminarlo. Il giorno dopo, Costello interroga personalmente Costigan, di cui sospetta più degli altri perché Billy, in un momento di debolezza, ha lasciato il ritrovo della banda, contravvenendo agli ordini di Costello, per incontrare Madolyn. Costigan riesce a rassicurare Costello e il boss lo coinvolge nell'ennesima operazione con Mr. French; quando Sullivan conferma a Costello che l'informazione non è arrivata alla polizia, Costello si convince definitivamente che Costigan non è la talpa.
Costigan incontra Queenan per aggiornarlo sulla situazione. Sullivan fa pedinare il capitano sia dalla polizia che dagli uomini di Costello nella speranza di arrivare alla talpa, ma la cosa degenera in un tragico scontro a fuoco in cui perdono la vita Queenan, scaraventato giù dal tetto di un palazzo, e Delahunt, uno dei membri della banda. Dignam, furioso, accusa Sullivan della morte di Queenan e rifiuta di fornire l'accesso ai dati sul personale infiltrato, preferendo piuttosto dare le dimissioni. Più tardi si scopre che Delahunt era un altro poliziotto infiltrato e Costello, pensando di aver finalmente risolto il problema, riprende a concentrarsi sui suoi affari criminali. Sullivan sospetta però che Delahunt non fosse l'unico infiltrato e usa il cellulare di Queenan per contattare Costigan, scoprendo che esiste effettivamente un'altra talpa.
Sullivan non passa l'informazione a Costello e organizza, con l'aiuto di Costigan, una retata che si conclude con la morte di Costello, Mr. French e di quasi tutta la banda. Prima di essere ucciso dallo stesso Sullivan, questi e Costello hanno un breve scambio in cui si scopre che il boss era un informatore protetto dell'FBI (informazione di cui l'agente era venuto a conoscenza esaminando gli appunti di Queenan, che a sua volta l'aveva scoperto grazie a Costigan) e Sullivan, temendo di essere il prossimo a essere venduto dal boss, aveva deciso di tradirlo.
Il caso è chiuso e Costigan si presenta da Sullivan per riavere la sua identità; Costigan, tuttavia, nota sulla scrivania di Sullivan la busta con i dati che Costello aveva consegnato al suo infiltrato e capisce che la talpa è proprio Sullivan. Billy si dà alla macchia e Sullivan, capendo di essere stato scoperto, si affretta a cancellare i dati di Costigan dal database della polizia. Deciso a chiudere i conti, Costigan dà appuntamento a Sullivan nel luogo dov'è morto Queenan e per costringerlo a presentarsi gli spedisce una copia delle registrazioni delle sue conversazioni con Costello; il boss, infatti, registrava ogni scambio in via precauzionale e aveva dato ordine di inviare le registrazioni a Costigan, che per ironia della sorte era l'unico di cui Costello si fidasse. Madolyn, che ha ormai una relazione con entrambi, ascolta per caso le registrazioni e, disgustata, lascia Sullivan.
Costigan e Sullivan si affrontano e Billy, pur sapendo di non averne di fatto l'autorità, arresta il collega. Come prova della propria identità, Costigan fa arrivare sul posto l'agente Brown, suo compagno di corso ai tempi dell'accademia che l'aveva peraltro riconosciuto quando Costigan si era presentato alla polizia dopo la chiusura del caso. Sebbene titubante, Brown permette a Costigan di portare via Sullivan, ma interviene un'altra talpa di Costello, l'agente Barrigan, che uccide sia Costigan che Brown. Sullivan uccide a sangue freddo Barrigan e lo identifica come l'infiltrato a lungo cercato, mettendosi definitivamente al sicuro.
Costigan, la cui identità come poliziotto è stata ora pienamente confermata, riceve un solenne funerale di stato (voluto dallo stesso Sullivan) a cui partecipano, tra gli altri, Sullivan e Madolyn. Conclusa la cerimonia, Madolyn se ne va senza neanche rivolgere la parola a Sullivan.
Sullivan rientra a casa e si ritrova faccia a faccia con Dignam, che ha scoperto la verità su di lui grazie a una copia delle registrazioni che Costigan aveva lasciato a Madolyn con le istruzioni su cosa farne. Realizzando di essere ormai finito, Sullivan accetta il proprio destino e Dignam lo uccide sparandogli in testa.

## Tematiche
La tematica principale del film risiede nella ambivalenza del bene e del male, elementi insiti in ognuno di noi, la prevalenza di uno dei quali si compie a prescindere dall'influenza dell'ambiente in cui si cresce e dell'educazione che si riceve. A questo proposito, i due protagonisti possono essere visti come le facce di una stessa medaglia: entrambi provenienti da realtà povere e degradate, entrambi formati alla scuola della strada e del crimine, sviluppano però diverse inclinazioni. In questa luce, va considerata la lettura del critico cinematografico Stanley Kauffmann, che ha rilevato come tematica del film il concetto di identità e quanto esso "influenza le azioni, le emozioni, la sicurezza di sé e persino i sogni di una persona".
La relazione padre-figlio è un'altra tematica che ricorre in tutto il film. Costello agisce come un padre nei confronti di Sullivan e Costigan, mentre Queenan rappresenta l'antitesi di Costello per ciò che riguarda la figura paterna. Vengono così presentati entrambi i lati dell'archetipo del padre irlandese-americano.

## Produzione
Le riprese si sono svolte a Boston e New York tra il 21 aprile e il 27 agosto 2005.

## Distribuzione
Il film è uscito negli USA il 26 settembre 2006 in un'anteprima a New York. Con un budget stimato di 90 milioni di dollari, la pellicola ha incassato a livello mondiale circa 290 milioni, di cui oltre 130 nel mercato nordamericano. In Italia il film ha incassato oltre 9 milioni di euro nella stagione 2006-2007.

## Colonna sonora
Esistono due album relativi alla colonna sonora di The Departed: uno, The Departed: Music from the Motion Picture, include le canzoni, prevalentemente di genere pop e rock, utilizzate nel film; l'altro, The Departed: Original Score, contiene la musica originariamente composta da Howard Shore per il film.

### The Departed: Music from the Motion Picture
L'album The Departed, pubblicato dall'etichetta Warner Sunset il 7 novembre 2006, contiene musica non originale utilizzata nel film. Fanno eccezione le ultime due tracce, composte appositamente da Howard Shore. Fra le altre, si trovano nell'album I'm Shipping Up to Boston dei Dropkick Murphys, che apre il lungometraggio di Scorsese, e Comfortably Numb, in una rara versione live eseguita da Roger Waters, Van Morrison e The Band.

#### Tracce
1. Roger Waters – Comfortably Numb (feat. Van Morrison & The Band) (versione dal The Wall - Live in Berlin) – 7:59
2. The Beach Boys – Sail On, Sailor – 3:18
3. The Rolling Stones – Gimme Shelter – 4:38
4. Roy Buchanan – Sweet Dreams – 3:32
5. Allman Brothers Band – One Way Out – 4:57
6. Badfinger – Baby Blue – 3:36
7. Dropkick Murphys – I'm Shipping Up to Boston – 2:34
8. The Human Beinz – Nobody But Me – 2:18
9. LaVern Baker – Tweedlee Dee – 3:10
10. Patsy Cline – Sweet Dreams (of You) – 2:34
11. The Departed Tango (musica: Howard Shore, Marc Ribot)
12. Beacon Hill – 2:33 (musica: Howard Shore, Sharon Isbin)

Durata totale: 41:09

### The Departed (Original Score)
The Departed (Original Score), pubblicato dall'etichetta New Line Records il 5 dicembre 2006, contiene la totalità delle tracce composte da Howard Shore per l'omonimo film.

#### Tracce
Musiche di Howard Shore.
1. Cops or Criminals – 2:01
2. 344 Wash – 2:03
3. Beacon Hill – 2:36
4. Faithful Departed – 3:01
5. Colin – 2:09
6. Madolyn – 2:14
7. Billy's Theme – 6:58
8. Command – 3:15
9. Chinatown – 3:16
10. Boston Common – 2:53
11. Miss Thing – 1:45
12. Baby – 2:48
13. Last Rites – 3:05
14. Departed Tango – 3:38

Durata totale: 41:42

## Riconoscimenti
- 2007 - Premio Oscar
  - Miglior film a Graham King
  - Miglior regia a Martin Scorsese
  - Miglior sceneggiatura non originale a William Monahan
  - Miglior montaggio a Thelma Schoonmaker
  - Candidatura per il miglior attore non protagonista a Mark Wahlberg
- 2007 - Golden Globe
  - Miglior regia a Martin Scorsese
  - Candidatura per il miglior film drammatico
  - Candidatura per il miglior attore in un film drammatico a Leonardo DiCaprio
  - Candidatura per il miglior attore non protagonista a Mark Wahlberg
  - Candidatura per il miglior attore non protagonista a Jack Nicholson
  - Candidatura per la migliore sceneggiatura a William Monahan
- 2007 - Premio BAFTA
  - Candidatura per il miglior film a Brad Pitt, Brad Grey e Graham King
  - Candidatura per la miglior regia a Martin Scorsese
  - Candidatura per il miglior attore protagonista a Leonardo DiCaprio
  - Candidatura per il miglior attore non protagonista a Jack Nicholson
  - Candidatura per la migliore sceneggiatura non originale a William Monahan
  - Candidatura per il miglior montaggio a Thelma Schoonmaker
- 2007 - Broadcast Film Critics Association Award
  - Miglior film
  - Miglior regia a Martin Scorsese
  - Candidatura per il miglior cast corale
  - Candidatura per il miglior attore protagonista a Leonardo DiCaprio
  - Candidatura per il miglior attore non protagonista a Jack Nicholson
  - Candidatura per la miglior sceneggiatura originale a William Monahan
  - Candidatura per la miglior colonna sonora a Howard Shore
- 2007 - Central Ohio Film Critics Association Award
  - Miglior cast
  - Miglior regia a Martin Scorsese
  - Miglior attore protagonista a Leonardo DiCaprio
  - Migliore sceneggiatura non originale a William Monahan
- 2006 - Chicago Film Critics Association Award
  - Miglior film
  - Miglior regia a Martin Scorsese
  - Migliore sceneggiatura a William Monahan
  - Candidatura per il miglior attore protagonista a Leonardo DiCaprio
  - Candidatura per il miglior attore non protagonista a Jack Nicholson
  - Candidatura per la migliore fotografia a Michael Ballhaus
- 2007 - David di Donatello
  - Candidatura per il miglior film straniero a Martin Scorsese
- 2007 - Nastro d'argento
  - Candidatura per la miglior regia a Martin Scorsese
- 2007 - Empire Awards
  - Miglior thriller
  - Candidatura per il miglior film
  - Candidatura per la miglior regia a Martin Scorsese
  - Candidatura per il miglior attore protagonista a Leonardo DiCaprio
  - Candidatura per il miglior debutto femminile a Vera Farmiga
  - Candidatura per la scena dell'anno (Frank e Mr. French interrogano Costigan)
- 2006 - Las Vegas Film Critics Society Award
  - Miglior film
  - Miglior regia a Martin Scorsese
  - Miglior montaggio a Thelma Schoonmaker
- 2007 - Saturn Award
  - Candidatura per il miglior film d'azione/di avventura/thriller
- 2006 - Boston Society of Film Critics Award
  - Miglior film
  - Miglior regia a Martin Scorsese
  - Miglior attore non protagonista a Mark Wahlberg
  - Migliore sceneggiatura a William Monahan
- 2006 - National Board of Review of Motion Pictures
  - Migliori dieci film
  - Miglior regia a Martin Scorsese
  - Miglior cast
- 2007 - MTV Movie Award
  - Miglior cattivo a Jack Nicholson
- 2007 - Kansas City Film Critics Circle Award
  - Migliore sceneggiatura non originale a William Monahan
- 2006 - Satellite Award
  - Miglior film drammatico
  - Miglior cast
  - Miglior attore non protagonista a Leonardo DiCaprio
  - Migliore sceneggiatura non originale a William Monahan
  - Candidatura per la miglior regia a Martin Scorsese
  - Candidatura per il miglior attore non protagonista a Jack Nicholson
- 2007 - Screen Actors Guild Award
  - Candidatura per il miglior cast
  - Candidatura per il miglior attore non protagonista a Leonardo DiCaprio
- 2006 - Southeastern Film Critics Association Award
  - Miglior film
  - Miglior regia a Martin Scorsese
  - Migliore sceneggiatura non originale a William Monahan
- 2006 - New York Film Critics Circle Award
  - Miglior regia a Martin Scorsese
- 2007 - American Cinema Editors
  - Miglior montaggio a Thelma Schoonmaker
- 2007 - Argentinean Film Critics Association Award
  - Candidatura per il miglior film straniero a Martin Scorsese
- 2007 - Art Directors Guild
  - Candidatura per la migliore scenografia a Kristi Zea, Teresa Carriker-Thayer, Robert Thayer, Marion Kolsby e Nicholas Lundy
- 2007/2009 - Austin Film Critics Association
  - Miglior attore a Leonardo DiCaprio
  - Miglior attore non protagonista a Jack Nicholson
  - Candidatura per il miglior film
  - Candidatura per il miglior film del decennio (2009)
- 2007 - Bodil Award
  - Candidatura per il miglior film a Martin Scorsese
- 2006 - Capri Award
  - Carmelo Rocca Award a Gianni Nunnari
- 2008 - Cinema Brazil Grand Prize
  - Candidatura per il miglior film straniero
- 2006 - Dallas-Fort Worth Film Critics Association Award
  - Miglior regia a Martin Scorsese
  - Candidatura per il miglior film
  - Candidatura per il miglior attore non protagonista a Jack Nicholson
- 2007 - Directors Guild of America
  - DGA Award a Martin Scorsese, Carol Cuddy, Joseph Reidy, Amy Lauritsen e John Silvestri
- 2007 - Edgar Award
  - Migliore sceneggiatura a William Monahan
- 2006 - Florida Film Critics Circle Award
  - Miglior film
  - Miglior regia a Martin Scorsese
  - Miglior attore non protagonista a Jack Nicholson
  - Migliore sceneggiatura non originale a William Monahan
- 2006 - Gotham Award
  - Candidatura per il miglior film a Martin Scorsese
- 2008 - Grammy Award
  - Candidatura per la miglior colonna sonora a Howard Shore
- 2007 - Irish Film and Television Award
  - Miglior attore internazionale a Leonardo DiCaprio
  - Candidatura per il miglior film internazionale
- 2007 - London Critics Circle Film Award
  - Candidatura per il film dell'anno
  - Candidatura per il regista dell'anno a Martin Scorsese
  - Candidatura per il produttore dell'anno a Graham King
- 2007 - National Society of Film Critics Award
  - Miglior attore non protagonista a Mark Wahlberg
  - Candidatura per la miglior regia a Martin Scorsese
  - Candidatura per la migliore sceneggiatura a William Monahan
- 2007 - Online Film Critics Society Award
  - Migliore regia a Martin Scorsese
  - Candidatura per il miglior film
  - Candidatura per il miglior attore protagonista a Leonardo DiCaprio
  - Candidatura per il miglior attore non protagonista a Jack Nicholson
  - Candidatura per il miglior attore non protagonista a Mark Wahlberg
  - Candidatura per la migliore sceneggiatura non originale a William Monahan
  - Candidatura per il miglior montaggio a Thelma Schoonmaker
- 2007 - PGA Award
  - Candidatura per il miglior produttore dell'anno a Graham King
- 2007 - People's Choice Award
  - Candidatura per il miglior trio a Leonardo DiCaprio, Jack Nicholson e Matt Damon
- 2006 - Phoenix Film Critics Society Award
  - Miglior regia a Martin Scorsese
  - Miglior attore non protagonista a Jack Nicholson
  - Migliore sceneggiatura non originale a William Monahan
  - Miglior montaggio a Thelma Schoonmaker
- 2007 - Robert Festival
  - Candidatura per il miglior film a Martin Scorsese
- 2007 - Teen Choice Award
  - Candidatura per il miglior attore a Leonardo DiCaprio
  - Candidatura per il miglior film
- 2006 - Toronto Film Critics Association Award
  - Candidatura per il miglior film
  - Candidatura per la miglior regia a Martin Scorsese
  - Candidatura per il miglior attore non protagonista a Mark Wahlberg
  - Candidatura per la migliore sceneggiatura non originale a William Monahan
- 2006 - Washington DC Area Film Critics Association Award
  - Miglior regia a Martin Scorsese
  - Candidatura per il miglior cast
  - Candidatura per il miglior attore non protagonista a Jack Nicholson
- 2007 - World Stunt Award
  - Candidatura per il Taurus Award (L'uomo che cade dall'edificio)
- 2007 - Writers Guild of America
  - WGA Award a William Monahan